# Dagbouw Inden
Dagbouw Inden in de Duitse gemeente Inden (Noordrijn-Westfalen), is een bruinkoolmijn van RWE in het Rijnlands bruinkoolgebied.
De bruinkool wordt door middel van dagbouw gedolven over een oppervlakte van 4.500 hectaren. Deze bruinkool wordt gebruikt in de nabijgelegen elektriciteitscentrale Weisweiler.

## Geschiedenis
De winning is in 1957 door de bruinkool- en brikettenfabriek Roddergrube AG begonnen, maar lag tussen 1969 en 1981 stil. In 1990 is een groot deel van het dorp Inden verdwenen ten behoeve van deze winning. Het dorp is vernoemd naar de rivier Inde, waarvan de rivierbedding verlegd werd. Ook het dorp Altdorf is verdwenen, bewoners kregen een onderkomen in het nieuwe dorp: Inden/Altdorf. De open put heeft twee delen: Inden I en Inden II.

## Toekomst
Na 2030, als de mijn gesloten wordt, zal uit de open put het meer "Indescher See" ontstaan. Dit meer zal gevuld worden met water uit de Roer en het vullen zal ongeveer in 2060 voltooid zijn. De lokale bevolking noemt dit met humor de "Indescher Ozean" (Indesche Oceaan), als knipoog naar de Indische Oceaan.

## Externe link

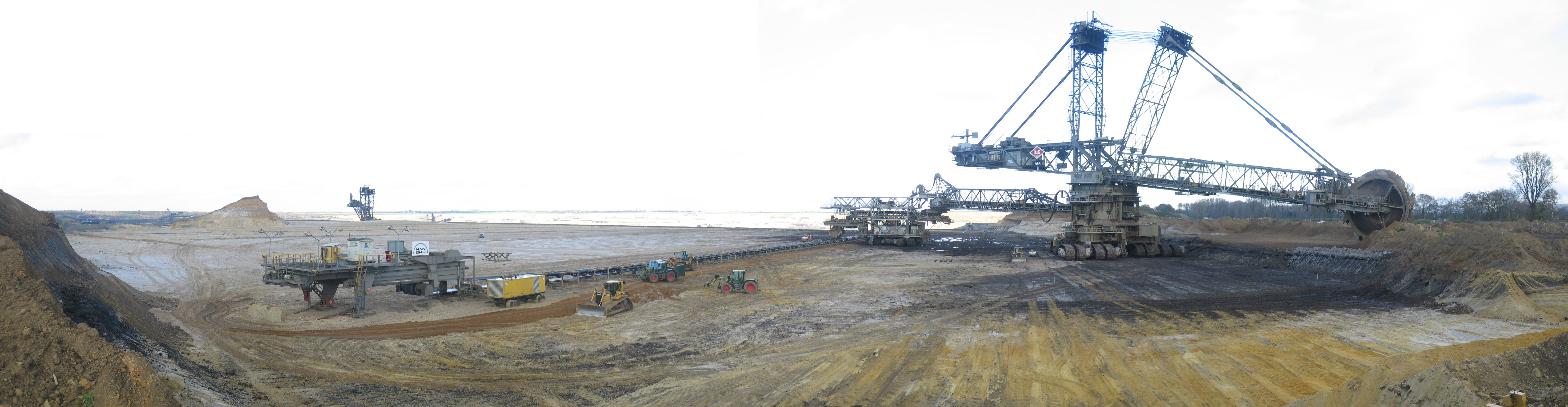
Panorama dagbouw Inden (2005)